# Rhys Williams (acteur)
Pour les articles homonymes, voir Rhys Williams et Williams.
Rhys Williams est un acteur gallois, né le 31 décembre 1897 à Clydach (Pays de Galles, Royaume-Uni), mort le 28 mai 1969 à Santa Monica (Californie, États-Unis).

## Biographie
Rhys Williams débute au théâtre dans son pays natal, avant de s'installer aux États-Unis, où il se produit dans des pièces (notamment de William Shakespeare) à Broadway, entre 1937 et 1949. Mentionnons The Corn is Green (Le blé est vert, 1940-1942) d'Emlyn Williams et son rôle de John Goronwy Jones qu'il reprendra dans l'adaptation filmée de 1945.
Au cinéma, il joue entre 1941 et 1970 (son dernier film sort l'année suivant sa mort), entre autres dans des westerns. À la télévision, il apparaît dans des séries (Mannix, Les Envahisseurs, Mission impossible...) et un téléfilm (1966) de 1952 à 1969.
De par ses origines, il interprétera régulièrement des rôles de Gallois (ainsi, dans son premier film, dont l'action se situe au pays de Galles — Qu'elle était verte ma vallée de John Ford —) ou d'Écossais (notamment dans son unique téléfilm, Brigadoon, adaptation de la comédie musicale éponyme, aux côtés de Peter Falk).

## Filmographie partielle

### Au cinéma
- 1941 : Qu'elle était verte ma vallée (How Green was my Valley) de John Ford
- 1942 : Âmes rebelles (This Above All) d'Anatole Litvak (non crédité)
- 1942 : Madame Miniver (Mrs. Miniver) de William Wyler
- 1942 : Gentleman Jim de Raoul Walsh
- 1942 : Prisonniers du passé (Random Harvest) de Mervyn LeRoy

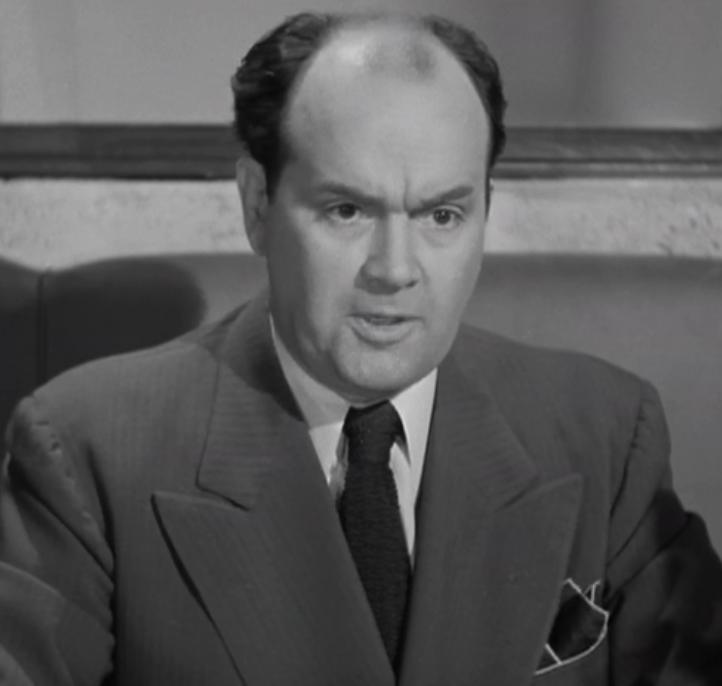
Dans Du sang dans le soleil (1945)

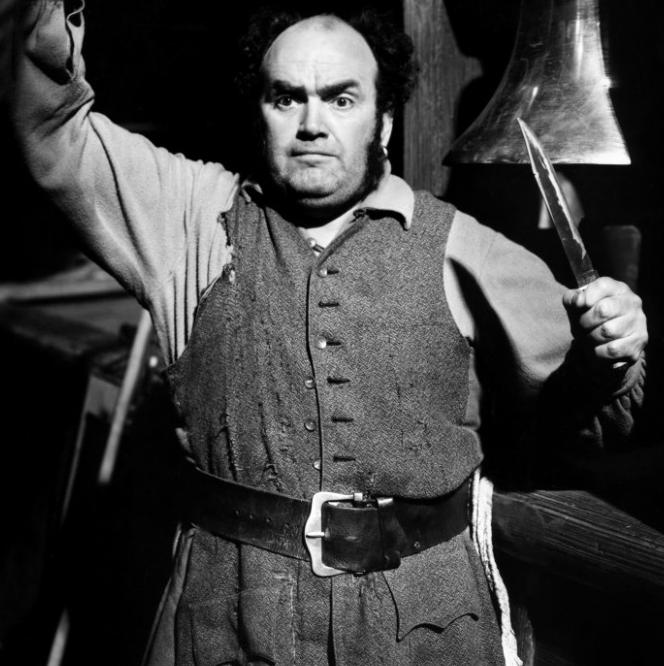
Dans Mutinerie à bord (1952)

- 1945 : Le Prix du bonheur  (You Came Along) de John Farrow
- 1945 : Le blé est vert (The Corn is Green) d'Irving Rapper
- 1945 : Du sang dans le soleil (Blood on the Sun) de Frank Lloyd
- 1945 : Les Cloches de Sainte-Marie (The Bells of St. Mary's) de Leo McCarey
- 1946 : Le Démon de la chair (The Strange Woman) d'Edgar George Ulmer
- 1946 : Ainsi va mon cœur (So Goes My Love) de Frank Ryan
- 1947 : Ma femme est un grand homme (The Farmer's Daughter) d'Henry C. Potter
- 1947 : Quand vient l'hiver (If Winter comes) de Victor Saville
- 1947 : La Rose du crime (Moss Rose) de Gregory Ratoff
- 1948 : La Flèche noire (The Black Arrow) de Gordon Douglas
- 1948 : Tenth Avenue Angel de Roy Rowland
- 1949 : Le passé se venge (The Crooked Way) de Robert Florey
- 1949 : Vive monsieur le maire (The Inspector General) d'Henry Koster
- 1949 : Tokyo Joe de Stuart Heisler
- 1949 : L'Homme de Kansas City (Fighting Man of the Plains) d'Edwin L. Marin
- 1950 : La Ruée vers la Californie (California Passage) de Joseph Kane : John Norris
- 1950 : Le Fauve en liberté (Kiss Tomorrow Goodbye) de Gordon Douglas
- 1950 : La Porte du diable (Devil's Doorway) d'Anthony Mann
- 1951 : L'Amant de Lady Loverly (The Law and the Lady) de Edwin H. Knopf
- 1952 : L'Homme à la carabine (Carbine Williams) de Richard Thorpe
- 1952 : Les Misérables de Lewis Milestone
- 1952 : Miracle à Tunis (The Light Touch) de Richard Brooks
- 1952 : Mutinerie à bord (Mutiny) d'Edward Dmytryk
- 1952 : Le monde lui appartient (The World in his Arms) de Raoul Walsh
- 1953 : Vicky (Scandal at scourie) de Jean Negulesco
- 1953 : Éternels Ennemis (Bad for Each Other) d'Irving Rapper
- 1953 : Jules César (Julius Caesar) de Joseph L. Mankiewicz
- 1953 : L'Étrange Mr. Slade (Man in the Attic) d'Hugo Fregonese
- 1954 : Le Chevalier du roi (The Black Shield of Falworth) de Rudolph Maté
- 1954 : La Joyeuse Parade (There's no Business like Business) de Walter Lang
- 1954 : Johnny Guitare (Johnny Guitar) de Nicholas Ray
- 1955 : Duel d'espions (The Scarlet Coat) de John Sturges
- 1955 : Le Cri de la victoire (Battle Cry) de Raoul Walsh
- 1955 : Deux Filles en escapade (How to Be Very, Very Popular) de Nunnally Johnson
- 1955 : L'Aventure fantastique (Many Rivers to Cross) de Roy Rowland
- 1955 : L'Homme du Kentucky (The Kentuckian) de Burt Lancaster
- 1956 : The Desperados Are in Town de Kurt Neumann
- 1956 : La première balle tue (The Fastest Gun Alive) de Russell Rouse
- 1956 : Nightmare, de Maxwell Shane
- 1957 : L'Arbre de vie (Raintree County) d'Edward Dmytryk
- 1958 : Le Fou du cirque (Merry Andrew) de Michael Kidd
- 1960 : Piège à minuit (Midnight Lace) de David Miller
- 1965 : Les Quatre Fils de Katie Elder (The Sons of Katie Elder) d'Henry Hathaway
- 1966 : Our Man Flint de Daniel Mann
- 1970 : Skullduggery de Gordon Douglas

### À la télévision
(séries, sauf mention contraire)
- 1957 : Alfred Hitchcock présente (Alfred Hitchcock presents), saison 2, épisode 32, The Hands of Mr. Ottermole de Robert Stevens
- 1960 : Bonanza, saison 1, épisode 29, Bitter Water de George Blair
- 1960-1961 : Au nom de la loi (Wanted : Dead or Alive), saison 2, épisode 27, Le Paria (The Pariah, 1960) de George Blair ; saison 3, épisode 17, Carol (Bounty on Josh, 1961) de Richard Donner
- 1966 : Les Mystères de l'Ouest (The Wild Wild West), saison 1 épisode 24, La Nuit des Magiciens (The Night of the Druid's Blood), de Ralph Senensky : Dr. Tristam
- 1966 : Brigadoon, téléfilm de Fielder Cook
- 1967 : Mission impossible (Mission : Impossible), saison 1, épisode 24, Le Train (The Train) de Ralph Senensky
- 1967 : Les Envahisseurs (The Invaders), saison 2, épisode 14, Les Défenseurs (The Believers) de Paul Wendkos
- 1969 : Mannix, saison 2, épisode 22, Last Rites for Miss Emma de Barry Crane

## Théâtre
(pièces à Broadway)
- 1937 : Richard II (King Richard II) de William Shakespeare, avec Maurice Evans, Ian Keith, Frederick Worlock
- 1938-1939 : Hamlet de William Shakespeare, avec (et produite par) Maurice Evans, Mady Christians, Alexander Scourby
- 1939 : Henri IV, 1re partie (King Henry IV, Part I) de William Shakespeare, avec (et produite par) Maurice Evans, Mady Christians, Edmond O'Brien, Alexander Scourby
- 1939-1940 : Hamlet de William Shakespeare, reprise de la production pré-citée de Maurice Evans
- 1940 : Richard II, avec (et produite par) Maurice Evans, Alexander Scourby
- 1940 : Henri IV, 1re partie (King Henry IV, Part I) de William Shakespeare, reprise de la production pré-citée de Maurice Evans
- 1940-1942 : Le blé est vert (The Corn is Green) d'Emlyn Williams, avec Ethel Barrymore, Rosalind Ivan, Rhys Williams étant également (outre interprète) assistant à la mise en scène
- 1942 : The Morning Star d'Emlyn Williams, avec Wendy Barrie, Gladys Cooper, Jill Esmond, Gregory Peck
- 1942 : Lifeline de Norman Armstrong
- 1943 : Harriet de Florence Ryerson et Colin Clements, mise en scène par Elia Kazan, avec Helen Hayes
- 1944-1945 : Chicken Every Sunday de Julius J. et Philip G. Epstein, avec Hope Emerson, Mary Philips
- 1946 : Mr. Peebles and Mr. Hooker d'Edward E. Paramore Jr., mise en scène par Martin Ritt, avec Arthur Hunnicutt
- 1949 : The Biggest Thief in Town de Dalton Trumbo, avec Walter Abel, Thomas Mitchell, Fay Roope